# Kolkheti regnskov og vådområder
Kolkheti regnskov og vådområder er et UNESCO -verdensarvssted i Georgien, som omfatter dele af Kolkheti-lavlandet (Colchis) langs omkring 80 km af det vestlige Georgiens Sortehavskyst. Det blev indskrevet af UNESCO den 26. juli 2021 og blev det første verdensarvssted der blev føjet til listen som naturarv.
Stedet omfatter en række økosystemer såsom løvfældende regnskove og vådområder, nedsivningsmoser og andre mosetyper, beliggende fra 0 til mere end 2.500 meter over havet. De ekstremt fugtige løvfældende regnskove omfatter en meget forskelligartet flora og fauna med en række endemiske og relikte arter, hvoraf nogle overlever tertiærtidens glaciale cyklusser. Stedet er hjemsted for næsten 1.100 arter af kar- og andre planter, herunder 44 truede arter og omkring 500 arter af hvirveldyr. Den rummer yderligere 19 truede dyrearter, herunder den kritisk truede Colchic-stør. Regionen er et vigtigt stop for mange globalt truede fugle, der trækker gennem Batumi- flaskehalsen. Områdets samlede areal er 31.253 ha, med stødpudezonen på 26.850 ha.
De kolchiske regnskove og vådområder består af syv områder - Kintrishi-Mtirala og Ispani i Adjara, Grigoleti og Imnati i Guria og Pitshora, Nabada og Churia i Samegrelo-Zemo Svaneti. De administreres i Georgien som dele af Kolkheti Nationalpark, Kintrishi Strict Nature Reserve, Kobuleti Protected Areas og Mtirala Nationalpark.